# Andrew Vo
Andrew Vo (* um 1996) ist ein ehemaliger US-amerikanischer Schauspieler, der vor allem als Kinderdarsteller internationale Bekanntheit erlangte. Später war er mit 15 Jahren jüngster Student in der Geschichte der Chapman University, die er im Jahre 2015 mit einem Bachelor of Science in Biochemie und Molekularbiologie abschloss. 
Sein 2011 aufgestellter Altersrekord wurde im Jahre 2015 von seiner Schwester Kassidy unterboten, die zu Beginn ihres ersten Jahres im College erst 14 Jahre alt war.

## Leben
Vo ist das Kind von Einwanderern aus Südvietnam, die in den 1970ern vor dem Bürgerkrieg flüchteten. Beide Eltern flohen unabhängig voneinander aus Vietnam und lernten sich in Kalifornien kennen.
Andrew Vo wurde um das Jahr 1996 geboren und hatte seinen ersten nennenswerten Auftritte in Film und Fernsehen im Jahre 2005. Dort wurde er in vier Episoden der nur kurzlebigen und nach zwei ausgestrahlten Episoden aufgrund schwacher Quoten eingestellten NBC-Serie Inconceivable eingesetzt. In der Serie mimte er den Sohn von Ming-Na Wens, einer der Hauptdarstellerinnen, dargestellten Charakter der Rachel Lu. 
Zum ersten Mal in einer größeren Rolle kam er im Jahre 2005 zum Einsatz, als er in Raja Gosnells Komödie Deine, meine & unsere in der Rolle des Lau North eingesetzt wurde. Für seine Leistung im Film wurde er 2006 für einen Young Artist Award in der Kategorie „Beste Besetzung in einem Spielfilm“ nominiert. Das Nachwuchsensemble konnte den Preis nicht gewinnen.
Im gleichen Jahr kam er zudem noch zu einem Gastauftritt in der Fox-Comedyserie Arrested Development. 
Es folgte ein weiterer Gastauftritt in einer Episode der NBC-Comedyserie My Name Is Earl im Jahr 2006. In diesem Jahr spielte er auch einen der Elfen im hinter den Erwartungen gebliebenen Weihnachtsfilm Santa Clause 3 – Eine frostige Bescherung. Im Jahr 2007 hatte er seinen letzten namhaften Filmauftritt in Ping Pong Playa von und mit Jimmy Tsai. In der Sportkomödie trat er neben Tsai in einer der beiden Hauptrolle als Felix in Erscheinung. 
Nach dem Auftritt legte er im Alter von 11 Jahren seine Schauspielkarriere nieder und konzentrierte sich vermehrt auf seine Ausbildung. Er besuchte keine Schule, sondern seine Mutter unterrichtete ihn zu Hause. Im Jahre 2011 schrieb er sich an der Chapman University, einer privaten, christlichen Universität in Orange, im US-Bundesstaat Kalifornien, ein. Er war zu diesem Zeitpunkt mit 15 Jahren der jüngste Student in der Geschichte der 1861 gegründeten Universität. Im Jahre 2015 schloss er seine dortige Ausbildung mit einem Bachelor of Science in Biochemie und Molekularbiologie ab. 
Sein 2011 aufgestellter Altersrekord wurde im Jahre 2015 von seiner Schwester Kassidy unterboten, die zu Beginn ihres ersten Jahres im College erst 14 Jahre alt war und später mit einem Doktorgrad abschloss. Ab dem Sommer 2015 war er als Laborant am Keck Graduate Institute in Claremont, Kalifornien, tätig. 

## Filmografie
Filmauftritte (auch Kurzauftritte)
- 2005: Deine, meine & unsere (Yours, Mine and Ours)
- 2006: Santa Clause 3 – Eine frostige Bescherung (The Santa Clause 3: The Escape Clause)
- 2007: Ping Pong Playa

Serienauftritte (auch Gast- und Kurzauftritte)
- 2005: Inconceivable (vier Folgen)
- 2005: Arrested Development (eine Folge)
- 2006: My Name Is Earl (eine Folge)

## Nominierungen
- 2006: Young Artist Award in der Kategorie „Beste Besetzung in einem Spielfilm“ zusammen mit Drake Bell, Dean Collins, Miranda Cosgrove, Jennifer Habib, Jessica Habib, Miki Ishikawa, Lil’ JJ, Tyler Patrick Jones, Brecken Palmer, Bridger Palmer, Danielle Panabaker, Ty Panitz, Slade Pearce, Haley Ramm und Nicholas Roget-King für ihr Engagement in Deine, meine & unsere[2]